# Собор Орвието
Собор Орвие́то, Соборная базилика Вознесения Девы Марии (итал. Duomo di Orvieto; La basilica cattedrale di Santa Maria Assunta) — римско-католическая базилика, посвящённая Вознесению Мадонны; (итал. Assunta — «Вознесённая»).
Собор расположен в городе Орвието на юго-западе региона Умбрия в центральной Италии. «Материнская церковь» епархии Орвието-Тоди и шедевр готической архитектуры в Центральной Италии. В январе 1889 года Папа Лев XIII присвоил церкви статус малой папской базилики (Minor Basilica). Рядом с собором на площади расположено Палаццо римских пап (итал. Palazzo dei Papi), в 1261—1264 годах — резиденция папы Урбана IV. Ныне его занимает Музей Собора.

## История строительства
Строительство церкви было начато 13 ноября 1290 года по воле Папы Николая IV в связи с ранее установленным в 1264 году папой Урбаном IV Праздника Тела и Крови Христовых и решением перенести реликвию «Чуда в Больсене» в город Орвието. Больсена (в древности этрусское поселение Вольсинии — небольшой город в регионе Лацио, к северу от Рима. В XI в. в Больсене соорудили церковь во имя местной мученицы Св. Кристины. В 1263 году там произошло чудо. Молодой священник, служивший мессу, усомнился в реальности таинства — пресуществления евхаристических хлеба и вина в тело и кровь Христа. Во время службы в момент поднятия гостии на ней в пяти местах (в соответствии с пятью ранами на теле распятого Христа) выступила кровь, она проявилась и на антиминсе, покрове евхаристической чаши. Ныне покров хранится в Капелле дель Корпорале внутри собора.
По заказу папы Юлия II, который уделял особенное внимание этому чуду и часто посещал Больсену, Рафаэль Санти в Станца д’Элиодоро в Ватикане написал на этот сюжет фреску «Месса в Больсене» (1512). В XIII в. из-за неспокойной военно-политической обстановки в Центральной Италии было решено спрятать чудесный покров (итал. corporale) во вновь построенной базилике в Орвието, недоступной для врагов, поскольку сам город и будущий собор высятся на неприступном вулканическом возвышении.
Первым архитектором базилики в Орвието был Арнольфо ди Камбио, строитель флоренийского Собора. Изготовленный им чертёж фасада хранится в Музее Собора. Руководство работами было поручено фра Бевиньяте из Перуджи. По другим данным, работу начал сам Арнольфо ди Камбио, которого вскоре сменил, до конца века, Джованни ди Угуччоне, который привнёс в романскую базилику новшества готической архитектуры. В первые годы XIV века главным строителем был сиенский скульптор и архитектор Лоренцо Маитани. Он существенно изменил проект, приблизив его к Сиенскому собору. Архитектура двух соборов настолько схожа, что часто рассматривается как один пример своеобразной школы сиенской готики.

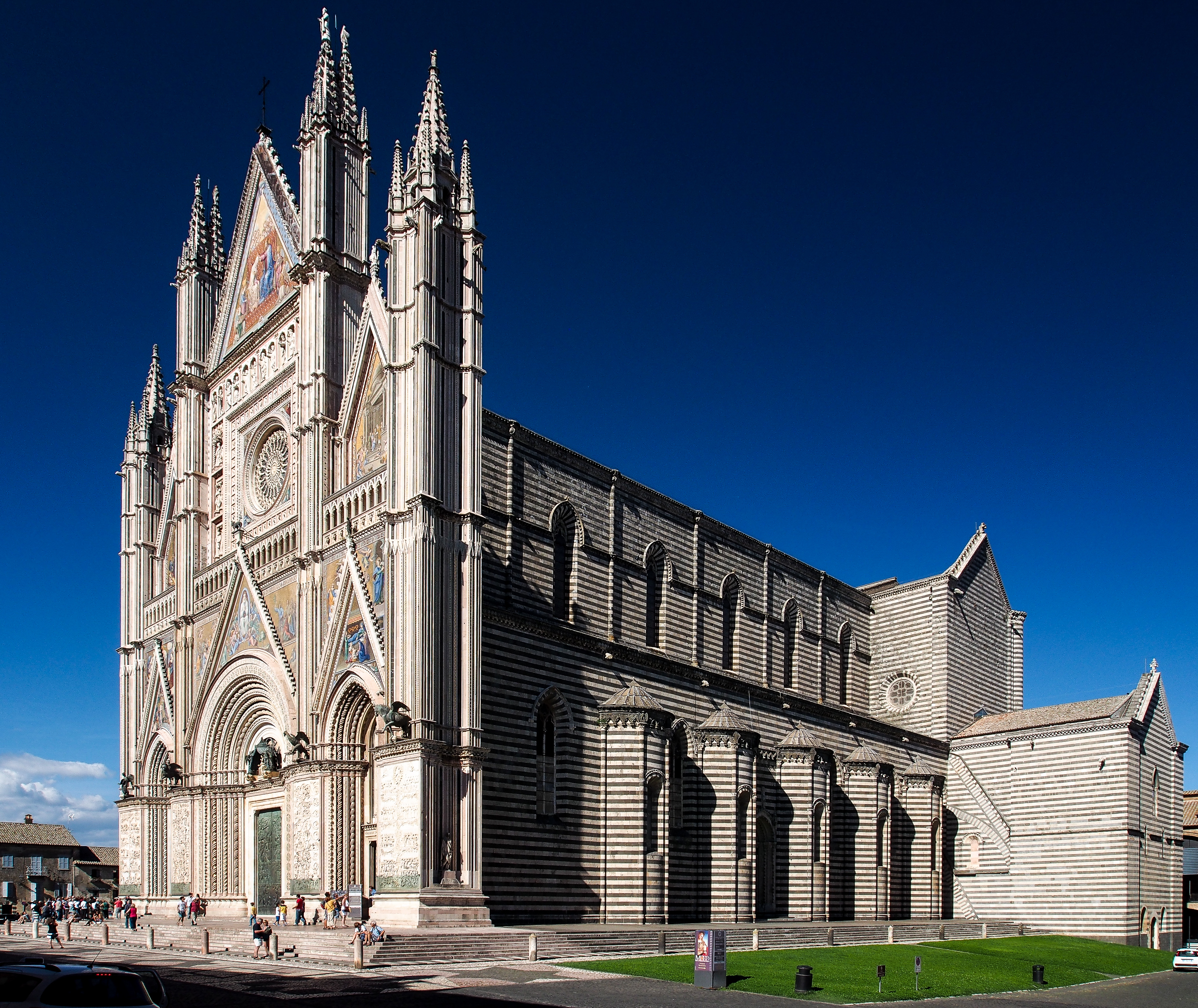
Общий вид Собора

Маитани укрепил внешние стены аркбутанами, которые, правда, впоследствии оказались бесполезными. В итоге эти аркбутаны были включены в заново отстроенные капеллы трансепта. Также он перестроил форму апсиды в прямоугольную и добавил огромное витражное окно в виде квадрифолия. С 1310 года Лоренцо Маитани создавал фасад до уровня бронзовых символов евангелистов. Лоренцо Маитани скончался в 1330 году, не застав окончания строительства. В течение последующих столетий в возведении собора участвовали многие архитекторы и скульпторы, сменявшие друг друга, часто на короткое время, среди них флорентиец Андреа Орканья и Андреа Пизано. С 1451 по 1456 год фасад собора достраивал Антонио Федериги. В 1503 году Микеле Санмикели окончил работу над центральным фронтоном. Далее работу продолжали Микеле Санмикели, Антонио да Сагалло, Ипполито Скальца, завершивший фасад правым (1590) и левым (1605—1607) пинаклями.

## Архитектура
Собор в Орвието представляет собой трёхнефную базилику с одним трансептом. Фасад собора представляет собой композицию, как и в соборе Сиены, типичную для итальянской готики: абсолютная симметрия на основе подобных треугольников. Три перспективных портала с тремя треугольными вимпергами, большое ажурное окно-роза в центре фасада (работа А. Орканьи), вписана в квадратное обрамление, три треугольных фронтона (большой в центре и два малых по сторонам) и остроконечные пинакли.
Фасад отличается прихотливым и сложным рисунком ажурных колонок, арочек и квадрифолиев. Нижняя часть пилястр, фланкирующих входные порталы, сплошь покрыта мелкими, кружевоподобными барельефами XIV века, которые приписывают Маитани. Их основной темой является Всемирная история: Сотворение мира, происхождение человека, история Адама и Евы, Авраама, Давида и Соломона, основные события Нового Завета, искупление первородного греха, Страшный суд и будущее после всеобщего воскресения. На нижнем карнизе, между порталами расположены четыре бронзовые скульптуры, представляющие символы Евангелистов: Ангел, Бык, Лев, Орел (1329—1330, также работа Маитани). В 1532 году Маттео ди Уголино да Болонья установил на вершине центрального вимперга бронзовую скульптуру Божьего Агнца, а на вимперге левого портала — бронзовую статую Святого Михаила.

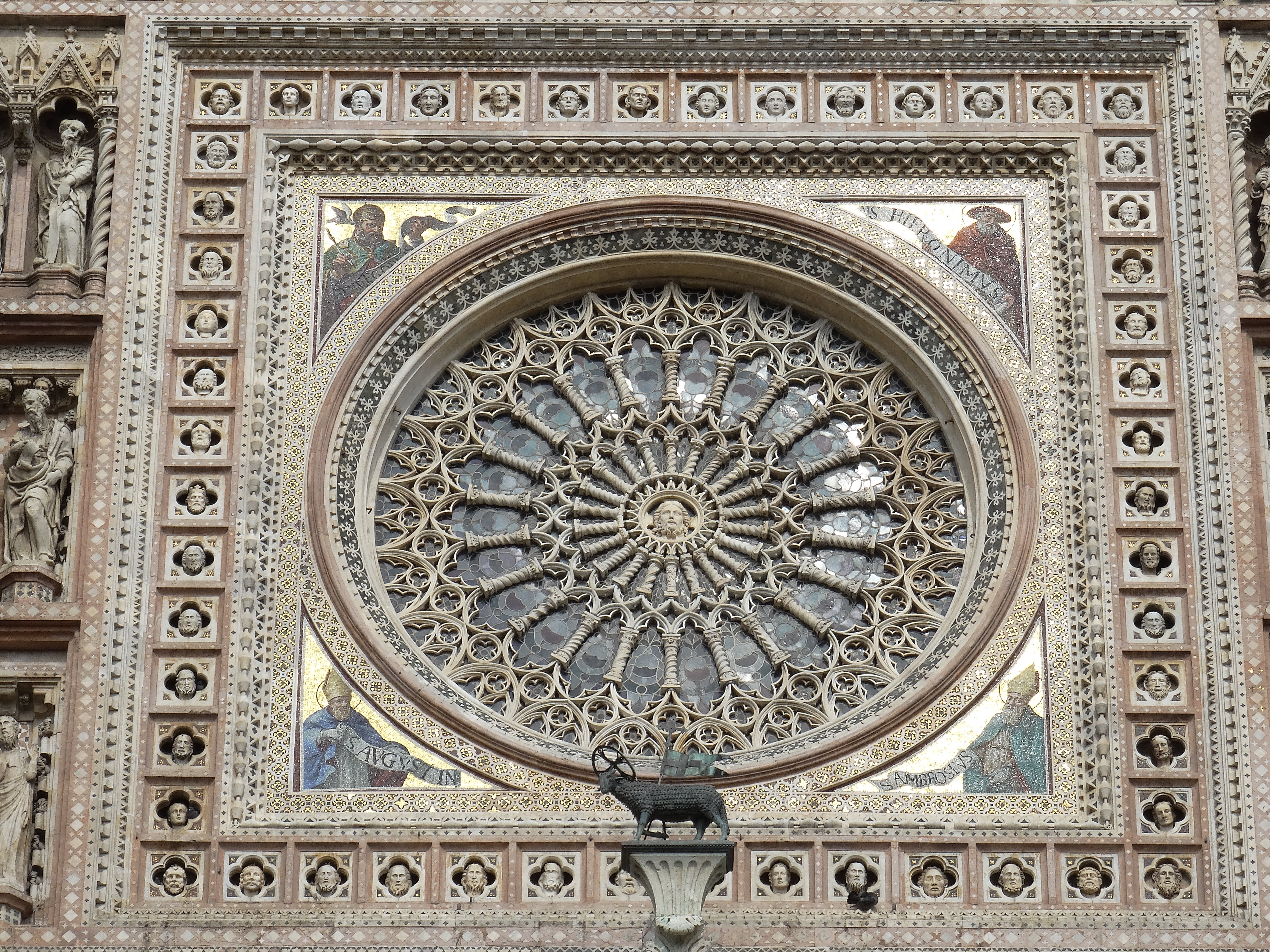
Окно-роза

Над окном-розой в нишах помещены статуи двенадцати апостолов, а по сторонам — попарно статуи двенадцати Ветхозаветных пророков. Статуи в нишах типичны для готической архитектуры. Восемь из них приписывают Николе де Нуто. В антрвольтах вокруг розы мозаики изображают четырёх Учителей Церкви (святых Августина, Григория Великого, Иеронима и Амвросия). В обрамление розы вписаны 52 скульптурные головы, а в центре — голова Христа.
Мозаики вимпергов были созданы с 1350 по 1390 годы по проекту Чезаре Неббиа, но впоследствии несколько раз обновлялись. Они изображают жизнь Девы Марии и Иисуса, начиная с «Рождества Марии» на правом вимперге, сцену Крещения Христа на левом и «Коронование Девы» в тимпане центрального верхнего фронтона (мозаика 1713 года по картине Дж. Ланфранко). Над главным порталом в люнете помещена мраморная фигура сидящей под балдахином на троне Мадонны с Младенцем, по сторонам — фигуры ангелов; работа Андреа Пизано 1347 года. Рельефы бронзовых дверей (вместо несохранившихся деревянных) —позднейшей работы сицилийского скульптора Эмилио Греко (1970).
Боковые стены собора, в отличие от фасада, лаконично оформлены послойно чередующимися белым травертином и сине-серым базальтовым камнем, что создаёт «полосатую» текстуру, типичную для северо-итальянской, ломбардской готики.

## Интерьер

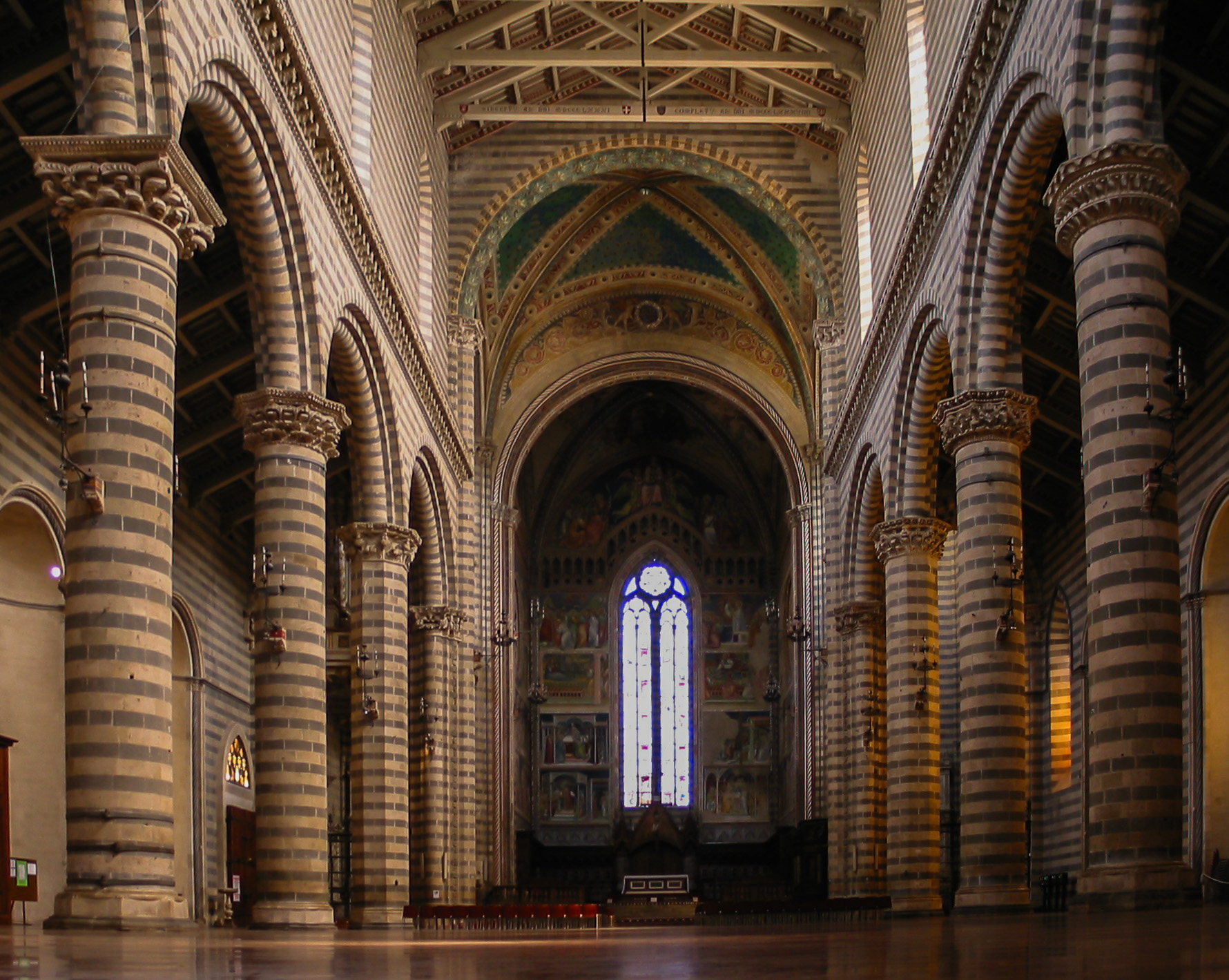
Интерьер собора

Трёхнефный интерьер повторяет узор наружных стен в тёмно-серую и белую полоску. До высоты полутора метров он выполнен из каменной плитки. Пространство выше, предназначенное для фресок, в XIX веке было закрыто побелкой. Нефы разделяют круглые в сечении колонны с типично романскими лиственными капителями, поддерживающими полуциркульные арки. Боковые нефы перекрыты веерными сводами.
В 1886—1891 годах Франческо Моретти заполнил боковые окна в верхней части витражами в неоготическом стиле, а у основания — по итальянской традиции, слегка просвечивающими алебастровыми плитами, благодаря чему в помещении поддерживается прохлада жарким летом. В центральном окне апсиды сохранился витраж 1334 года работы Джованни ди Бонино.
Трансепт перекрыт каменным веерным сводом (1335—1338). Стропильный деревянный потолок 1320-х годов также характерен для архитектуры романского периода (отреставрирован в 1890-х годах).
Возле левого входа установлена крестильная купель (итал. Fonti) работы Луки ди Джованни (1390). Через шестнадцать лет Пьетро ди Джованни из Фрайбурга расширил её, использовав красный мрамор. Спустя ещё год Сано ди Маттео увенчал её восьмигранным готическим шатром со статуей Иоанна Крестителя на вершине (1406). За купелью, на стене бокового нефа — фреска «Мадонна на престоле с Младенцем», написанная умбрийским художником Джентиле да Фабриано (1425). Остатки других фресок XIV и XV веков были обнаружены, когда в XIX веке были разобраны позднейшие алтари. В начале нефа расположена мраморная чаша для омовения рук (лавабо) сложной архитектоническо-скульптурной композиции, созданная Антони Федериги между 1451 и 1456 годами.
В соборе много скульптурных произведений местного мастера Ипполито Скальца. Самое знаменитое из них, у входа в северный трансепт: мраморная «Пьета» (1570—1579).
Орга́н собора в северном трансепте, один из крупнейших в Италии, создан в XVI веке Ипполито Скальца и Бернардино Бенвенути; в 1913 и 1975 годах его реконструировали, сохранив оригинальную деревянную резьбу работы Эрколе Урбани и Джанни Карпентиери

## Апсида
Считается, что чертежи апсиды принадлежали Маитани. Над главным алтарём находится деревянное Распятие также предположительно его работы. Между 1328 и 1334 годами Джовани ди Бонино из Ассизи, создал большое витражное окно 16,3 м высотой. Деревянные хоры работы Джованни Амманнати с помощниками (1329) до 1540 года находились в центре главного нефа, но потом были перемещены в апсиду. За алтарем три стены занимают пострадавшие от времени фрески, посвященные жизни Девы Марии и Иисуса Христа. Их создавала группа художников в течение десяти лет (1370—1380) под началом Уголини ди Прете Иларио и Пьетро ди Пуччио. Фрески реставрировали и поновляли на протяжении нескольких последующих веков.

## Капелла дель Корпорале

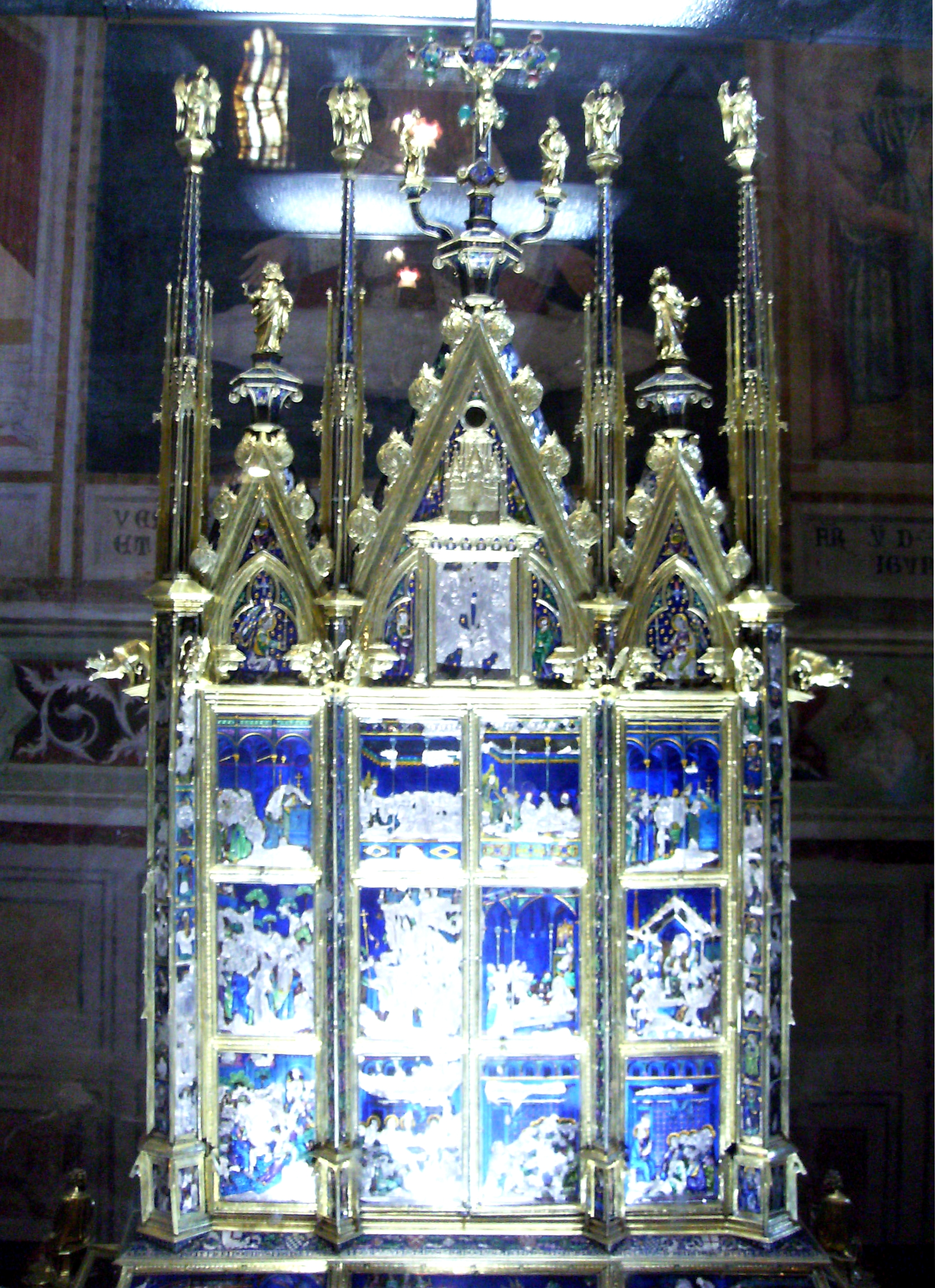
Реликварий Святого покрова

Северная часть трансепта собора образует Капеллу дель Корпорале (итал. Cappella del Corporale — Капелла Святого покрова). Она была устроена между 1350 и 1356 годами для хранения антиминса чуда в Больсене. Капелла отгорожена изящной решёткой, выкованной Джованни ди Микелуччо и Маттео ди Уголино да Болонья. Стены капеллы сплошь покрыты фресками Уголини ди Прете Иларио, Доменико ди Мео и Джованни ди Буччио Леонарделли «Больсенское чудо» и «Таинство причастия» (1357—1363). Реликварий, в котором хранится покров, помещён в большой мраморный табернакль работы Андреа Орканьи (1358). В нише капеллы справа — большая алтарная картина «Мадонна Мизерикордия» (Милосердная), созданная Липпо Мемми в 1320 году.
Архитектонический реликварий из позолоченного серебра с раскрывающимися створками и эмалевыми вставками (1,39 х 0,63 м) представляет собой шедевр ювелирного искусства работы мастера Уголино ди Виери. Он создан в 1337—1339 годах. Его композиция в закрытом виде условно воспроизводит в миниатюре фасад собора в готическом стиле. Реликварий увенчан миниатюрными скульптурами святых и Распятием с инкрустациями драгоценными камнями. На створках и пределле в технике росписи по эмали с изображены сцены из жизни Христа и больсенского чуда. В праздник Тела Христова реликварий раскрывают и можно видеть Святой покров с тёмными следами крови.

## Капелла Мадонны ди Сан-Брицио
Противоположная, южная часть трансепта собора образует Новую капеллу (итал. Cappella Nuova), или Капеллу Мадонны ди Сан-Брицио. Капелла отстроена в 1408—1444 годах. Створки железных кованых ворот отгораживают её от остальной части собора. В 1622 году капеллу посвятили Святому Брицио, одному из первых епископов Сполето и Фолиньо, который крестил жителей Орвието. Легенда гласит, что он оставил им алтарный образ Мадонны (Madonna della Tavola): Мадонны на троне с Младенцем и ангелами. Эта картина написана анонимным мастером конца XIII века из Орвието.
Оформление капеллы фресками в 1447 году начали Фра Беато Анджелико и Беноццо Гоццоли с композиций: «Христос перед Пилатом» и «Ангелы и Пророки». В 1499—1504 годах эту работу завершил Лука Синьорелли. В левом нижнем углу фрески восточной стены он изобразил себя рядом с фра Анджелико.
В 1499 году Синьорелли добавил сцены с хором апостолов, учителей церкви, мучеников, дев и патриархов. Его работа понравилась попечителям собора, и ему поручили написать фрески в четырёх больших люнетах стен капеллы. Работы начались в 1500 году и были завершены в 1503 году (в 1502 году был перерыв из-за нехватки средств.) Эти фрески в капелле считаются самой сложной и впечатляющей работой Синьорелли. Цикл фресок об Апокалипсисе и Страшном суде начинается с «Проповеди антихриста», продолжается бурными эпизодами композиции «Апокалипсиса», затем следует «Воскресение во плоти». Четвёртая сцена представляет собой пугающее изображение «Проклятых в аду». На стене за алтарём Синьорелли изобразил слева «Избранных, идущих в Рай», а справа «Нечестивцев, гонимых в ад».
Фрески, созданные Синьорелли, производят странное и неожиданное впечатление. Написанные в относительно позднее время, они демонстрируют кризис изобразительного метода Высокого Возрождения, созданного десятилетиями ранее великими флорентийскими и римскими художниками. Считается, что великий Микеланджело вдохновлялся этим произведением, создавая свой «Страшный суд» в Сикстинской капелле в Ватикане. М. Дворжак писал об этой работе Синьорелли: «Он был учеником Пьеро делла Франческа, но представлял собой полную противоположность своему учителю: ему было свойственно влечение к страстной драматизации воплощаемого, а не к раздумьям и поискам… В то время как во фресках позднего Средневековья и раннего Возрождения иррациональность выражалась… в обобщённости и типичности фигур — благодаря чему композиция и фигуры объединяются в грандиозном и целостном воздействии, — у Синьорелли царит разлад, причём в двояком отношении. В первую очередь — в изображении героев этой последней трагедии человечества. Однажды их сравнили с иллюстрациями в анатомическом атласе… Концепция противоречит натуралистически иллюстративному характеру… В целом замысел оказывается бледным и лишённым фантазии, почти детским… Аналогичная двойственность господствует и в изображении пространства… Жёстко очерченные, холодно трактованные фигуры… производят впечатление парящих в воздухе марионеток».

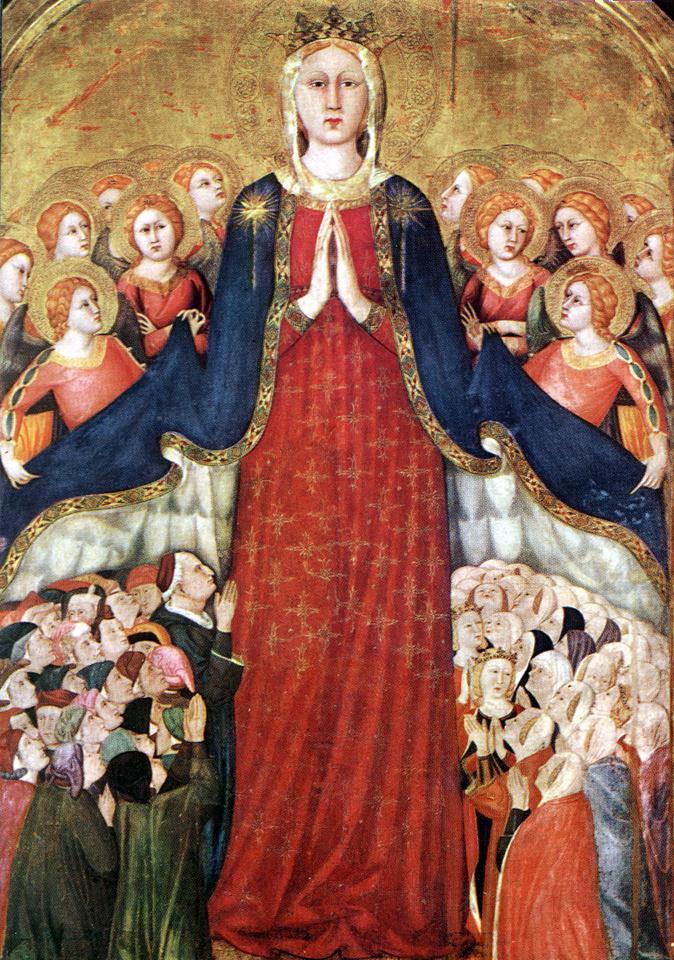
Липпо Мемми. Мадонна Мизерикордия (Милосердная). 1320
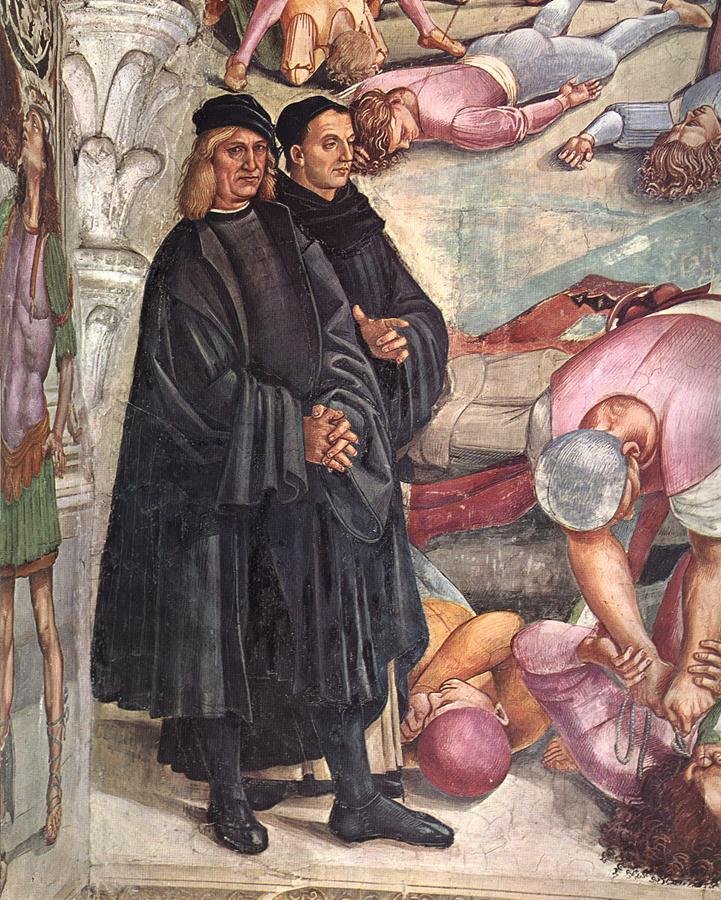
Автопортрет Синьорелли (слева; правее позади: фра Анджелико). Деталь фрески «Страшный суд». Капелла Мадонны ди Сан-Брицио. 1504
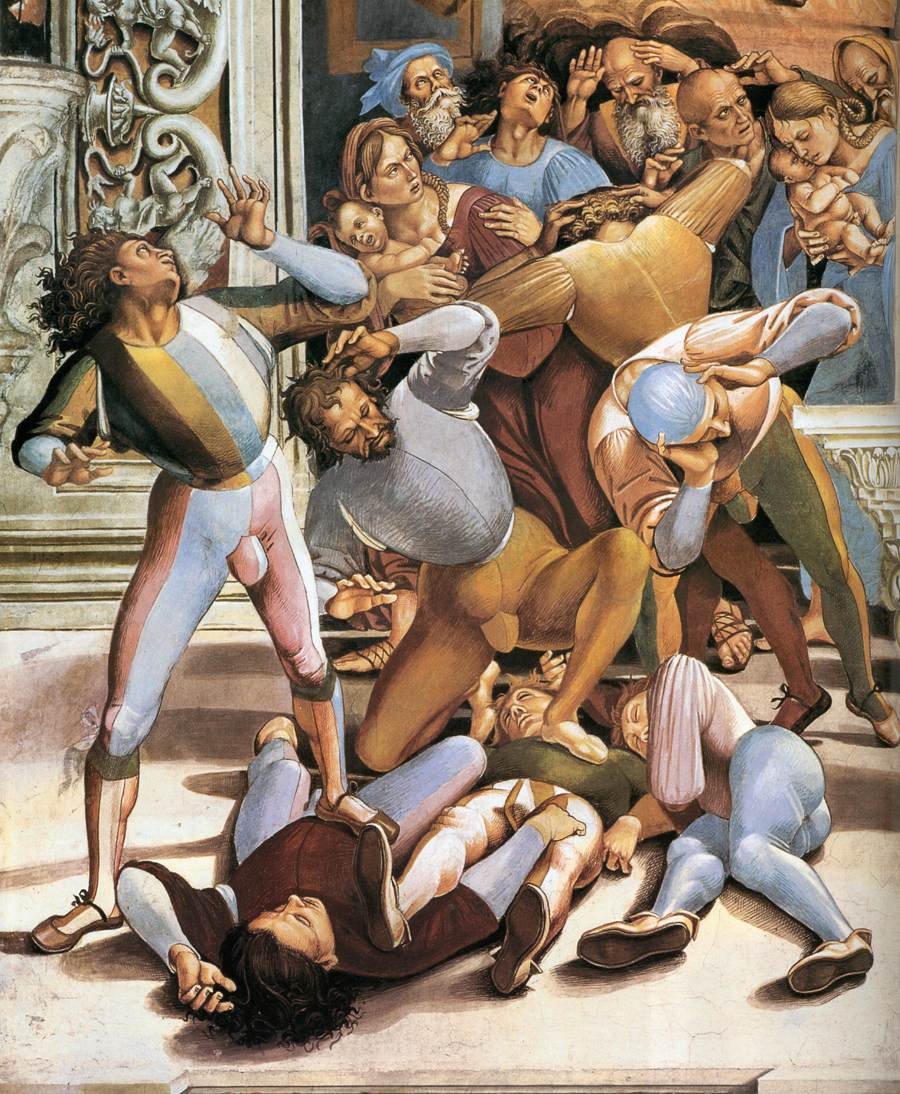
Апокалипсис. Деталь.
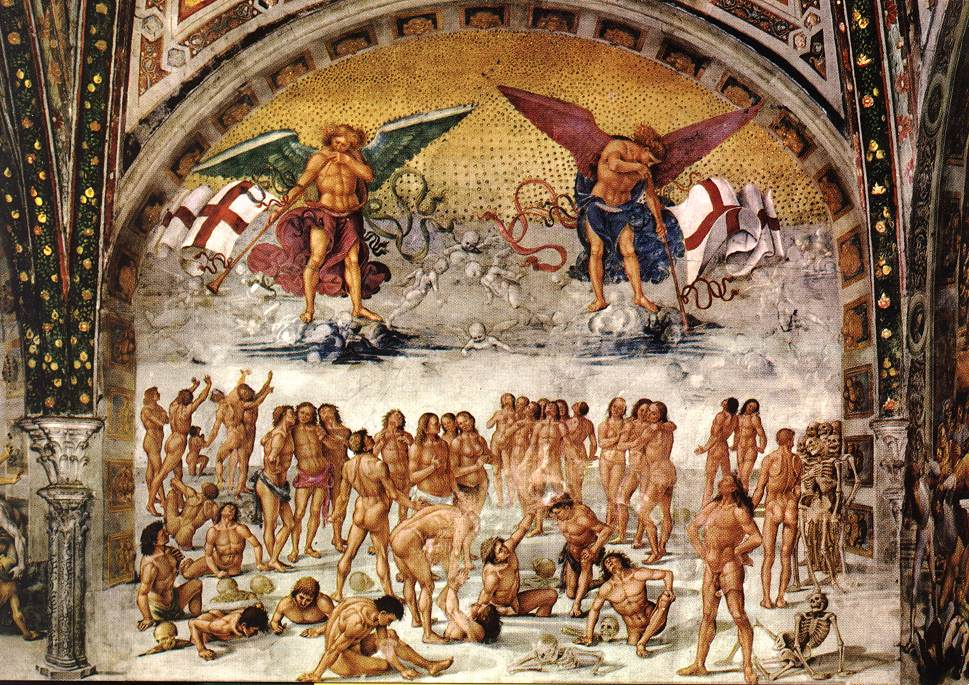
Л. Синьорелли. Воскресение во плоти. Капелла Мадонны ди Сан-Брицио. 1499—1504. Фреска
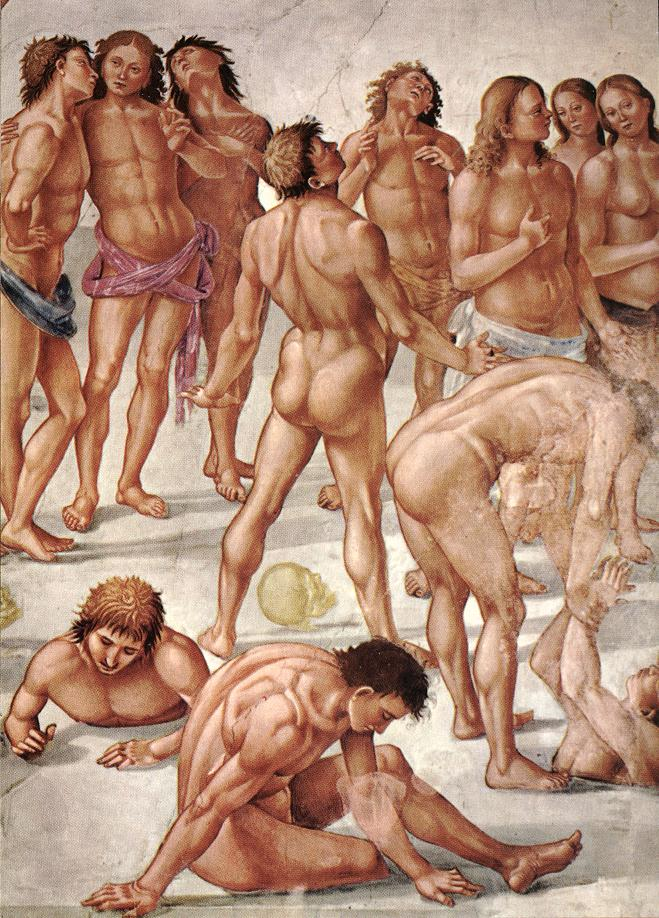
Воскресение во плоти. Деталь
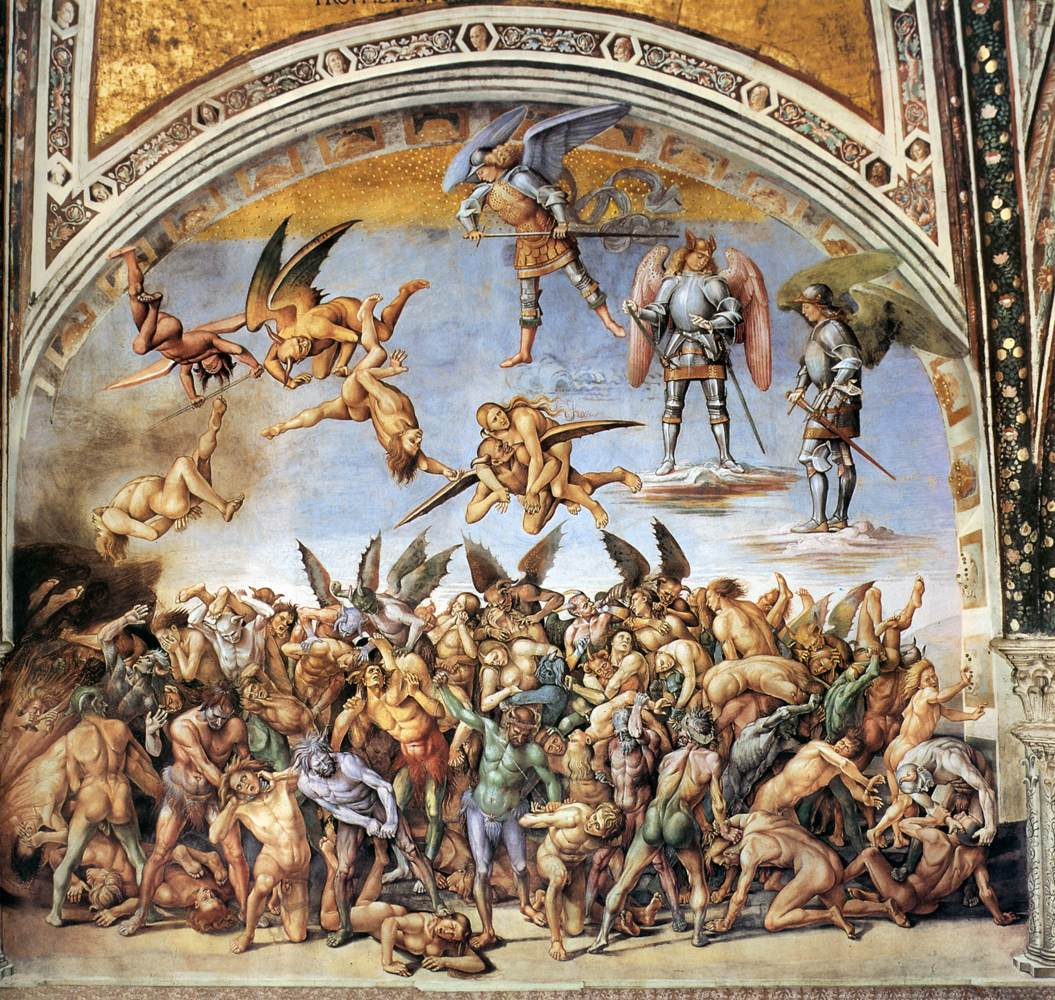
Проклятые в аду
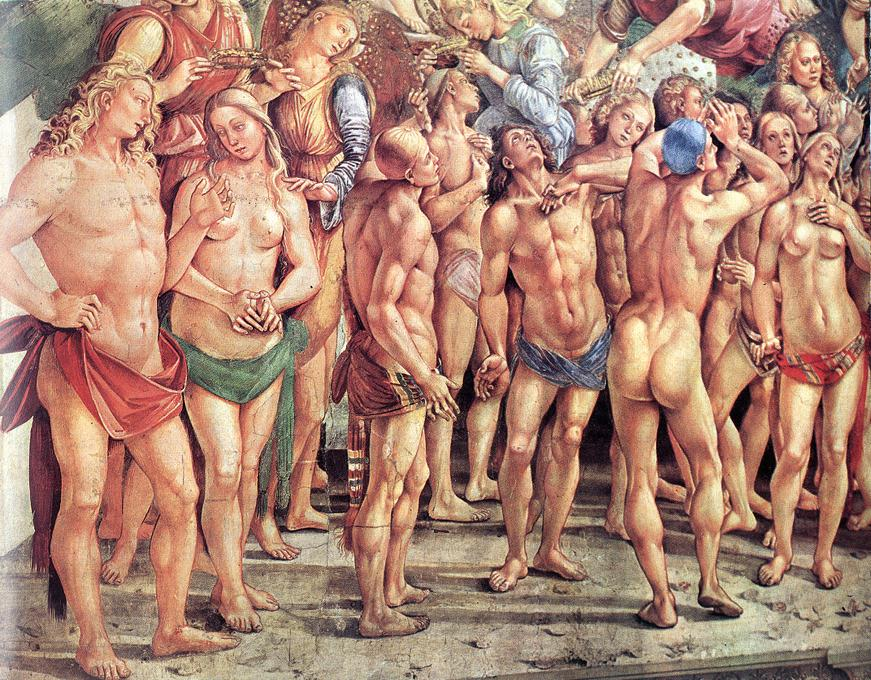
Избранные в Раю. Деталь

## Русские художники и собор в Орвието

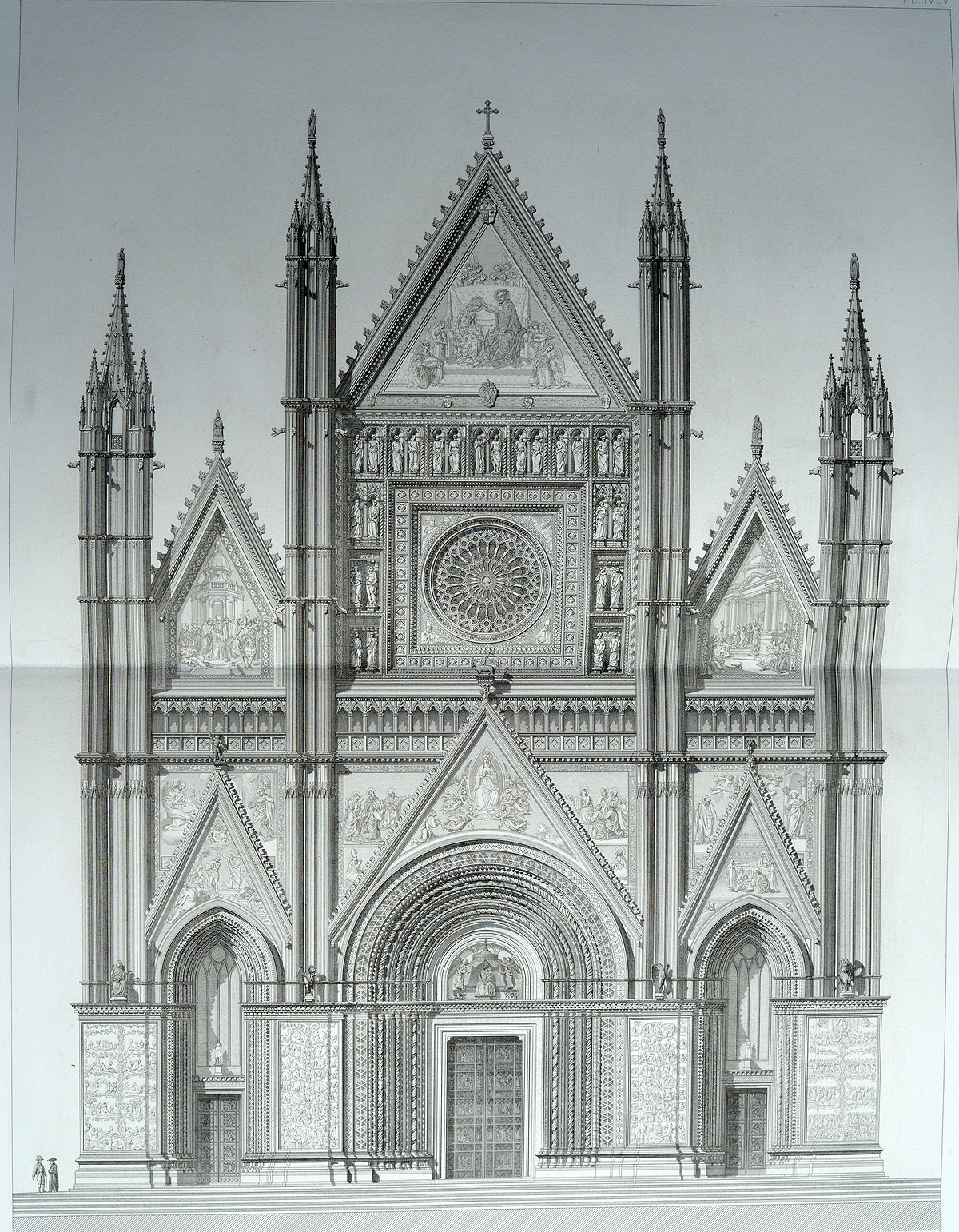
Чертёж фасада собора Орвието, выполненный Н. Л. Бенуа, А. И. Кракау и А. И. Резановым. Издан в составе монографии в 1877 году в Париже

В 1842—1846 годах русские художники, выпускники Императорской Академии художеств в Санкт-Петербурге, Н. Л. Бенуа, А. И. Кракау, А. И. Резанов, А. К. Росси и Ф. И. Эппингер вместо традиционной пенсионерской поездки в Италию для совершенствования в архитектуре избрали, что было необычно для того времени, город Орвието и его знаменитый готический собор. В объяснении такого решения Н. Л. Бенуа в письме президенту Академии А. Н. Оленину отмечал, что, по их мнению, собор в Орвието «ближайший к нашему и совершеннейший образец христианского зодчества».
Молодые архитекторы с помощью специально построенных лесов, губок и воды с мылом «вымыли весь собор», выявив под слоями вековой грязи мозаики тимпанов и тончайший узор барельефов. Они сделали обмеры и чертежи собора, чем заслужили благодарность итальянцев. В их честь была выбита медаль, изображающая на одной стороне собор, а на другой имевшая надпись с упоминанием трёх имён добровольных русских реставраторов (Росси и Эппингер уехали раньше). Кроме того, каждый получил по роскошному фолианту с гравюрами Пиранези. Результаты этой работы были изданы в Париже отдельной книгой в 1877 году.
В декабре 1845 года, путешествуя по Италии, император Николай I пожелал видеть русских академистов, ознакомился с их работой и «выразил одобрение». Деятельность русских архитекторов в Орвието повлияла на распространение неоготического стиля в России.